# Arco di Augusto (Rimini)
L'Arco di Augusto di Rimini è il più antico arco romano tra quelli conservati ed è stato costruito nel 27 a.C. con decreto del Senato romano al fine di onorare l'imperatore Augusto per aver restaurato la via Flaminia e le più importanti strade italiane come la via Emilia e la via Popilia; esso, infatti, segnava la fine della via Flaminia che collegava Rimini a Roma, capitale dell'Impero, confluendo poi nel decumano massimo, l'odierno corso d'Augusto, e che portava all'imbocco dell'antica via Emilia (cardine massimo). Insieme al ponte di Tiberio, è uno dei simboli della città di Rimini, tanto da comparire nello stemma della città.

## Descrizione
L'Arco d'Augusto risulta essere uno dei monumenti romani più celebri dell'Italia settentrionale, in quanto è il più antico e solenne arco onorario tra quelli conservati, ed è posizionato su una delle strade più percorse dell'Italia antica.

L'arco è stato costruito in travertino di Nabresina e allo stato odierno si presenta isolato, come un grande arco trionfale, senza più la funzione originale di porta urbica monumentale; esso, infatti, era inserito nelle mura della città in opera poligonale, di cui si conserva ancora traccia ai fianchi in basso, che facevano parte della prima cinta muraria in pietra della città, risalente al III secolo a.C.. Inoltre, era affiancato da due torri lapidee preesistenti, sempre in opera poligonale, poste ai lati della precedente porta a due o tre fornici.

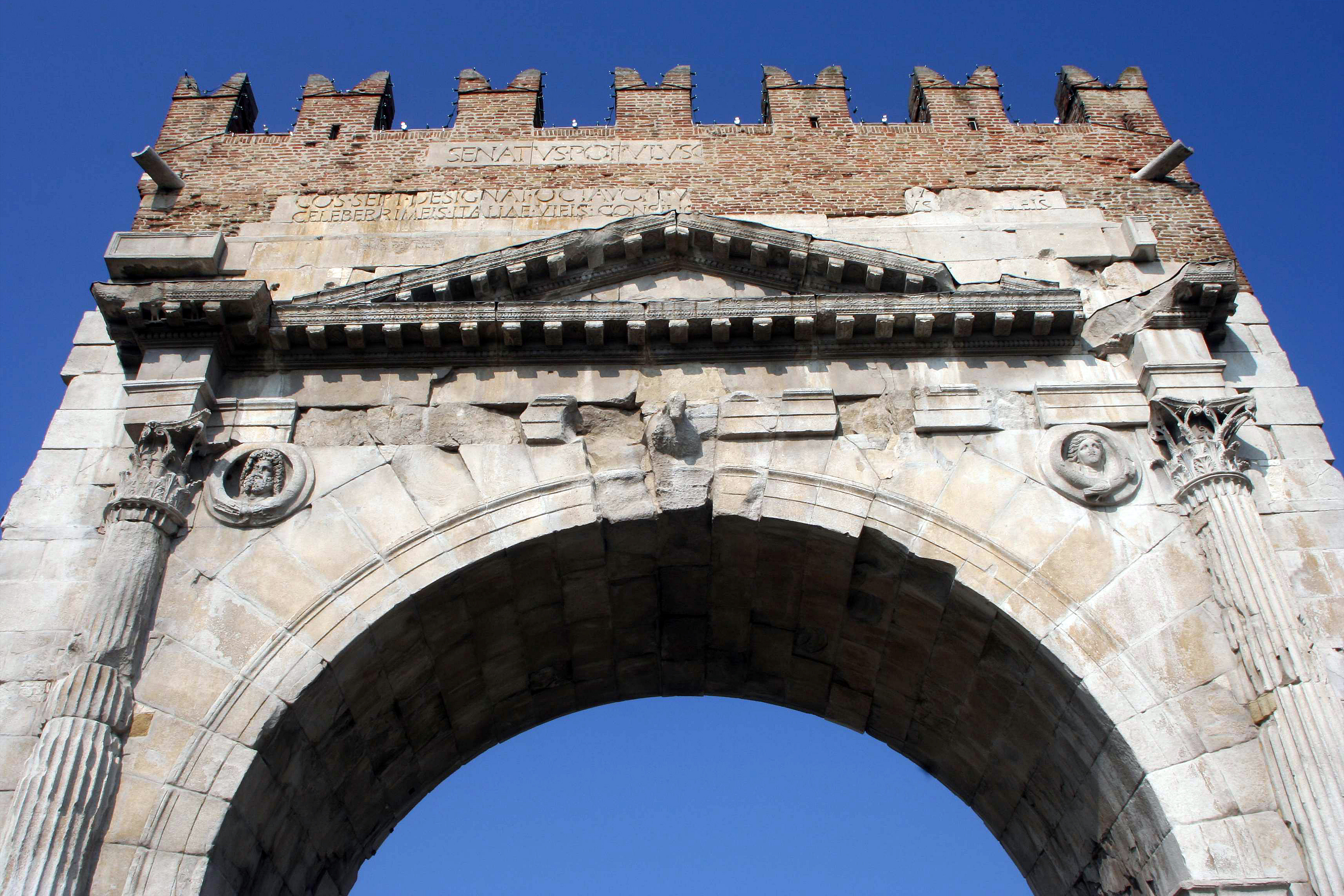
Facciata dell'Arco d'Augusto esterna al centro di Rimini

Al fornice centrale, largo 9 m circa, si affiancano due semicolonne con fusti scanalati e capitelli corinzi, che reggono la trabeazione, il timpano e l'attico posto al di sopra di essi con un coronamento in laterizi a merli ghibellini. I quattro clipei, posti tra i capitelli e la ghiera dell'arco, rappresentano gli Dei protettori della città, per il lato verso Roma: le divinità di Giove con il fulmine (in sinistra) e Apollo con la cetra e il corvo (in destra); mentre, per il lato verso il centro di Rimini: le divinità di Nettuno con il tridente e il delfino (in sinistra) e Minerva con il gladio e la corazza-trofeo (in destra).  Al di sopra dell'apertura dell'arco, su ambo le facciate, si trova il muso di un toro, che rappresenta la forza e la potenza di Roma.

Clipei presenti sull'Arco d'Augusto
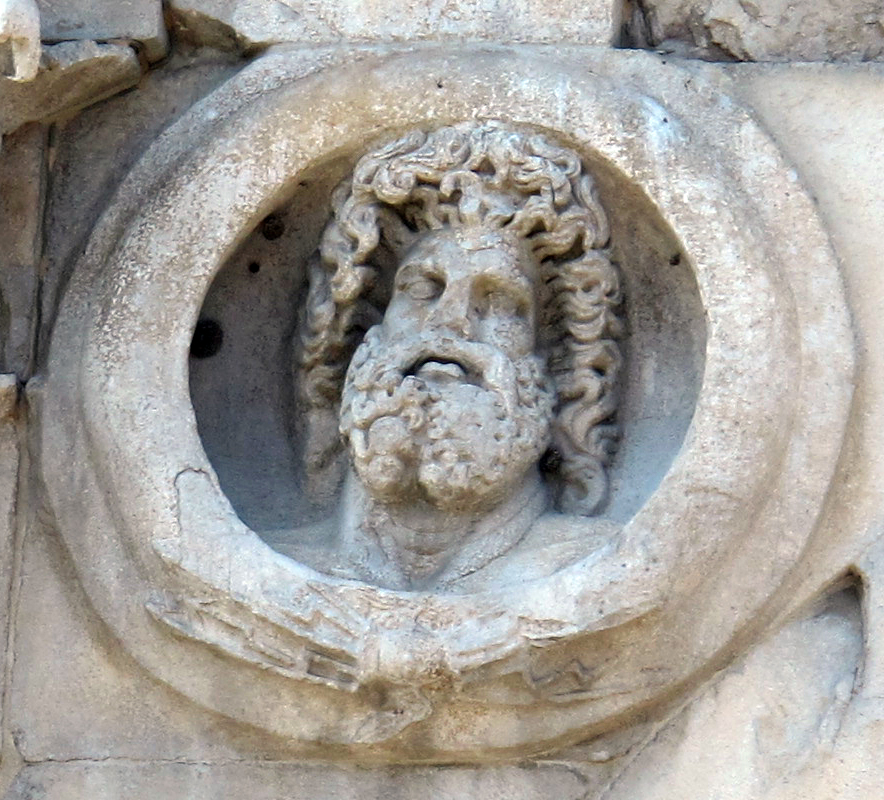
Giove con il fulmine
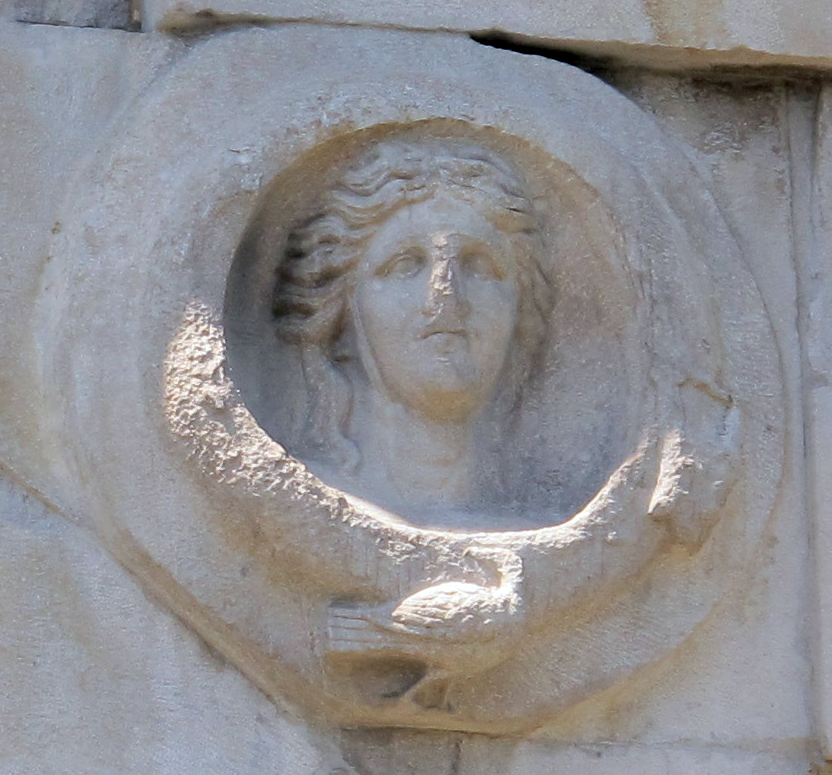
Apollo con la cetra e il corvo
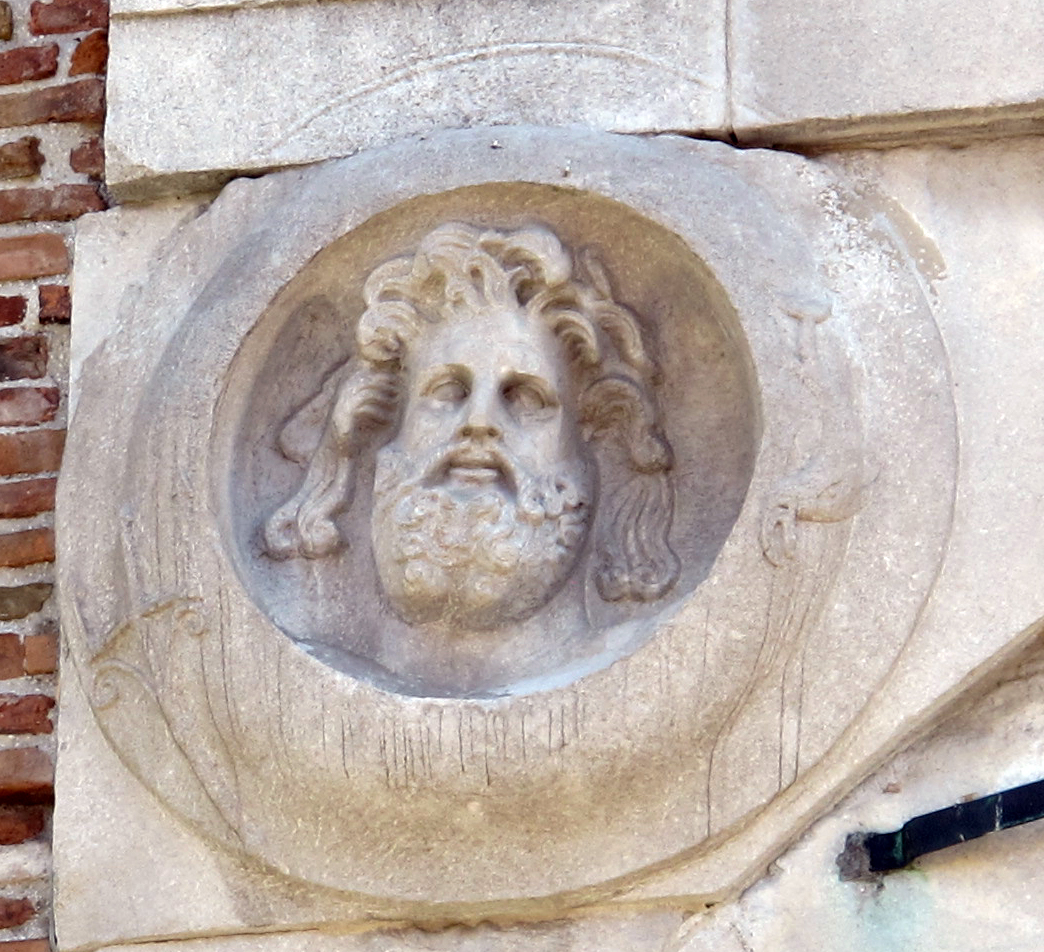
Nettuno con il tridente e il delfino
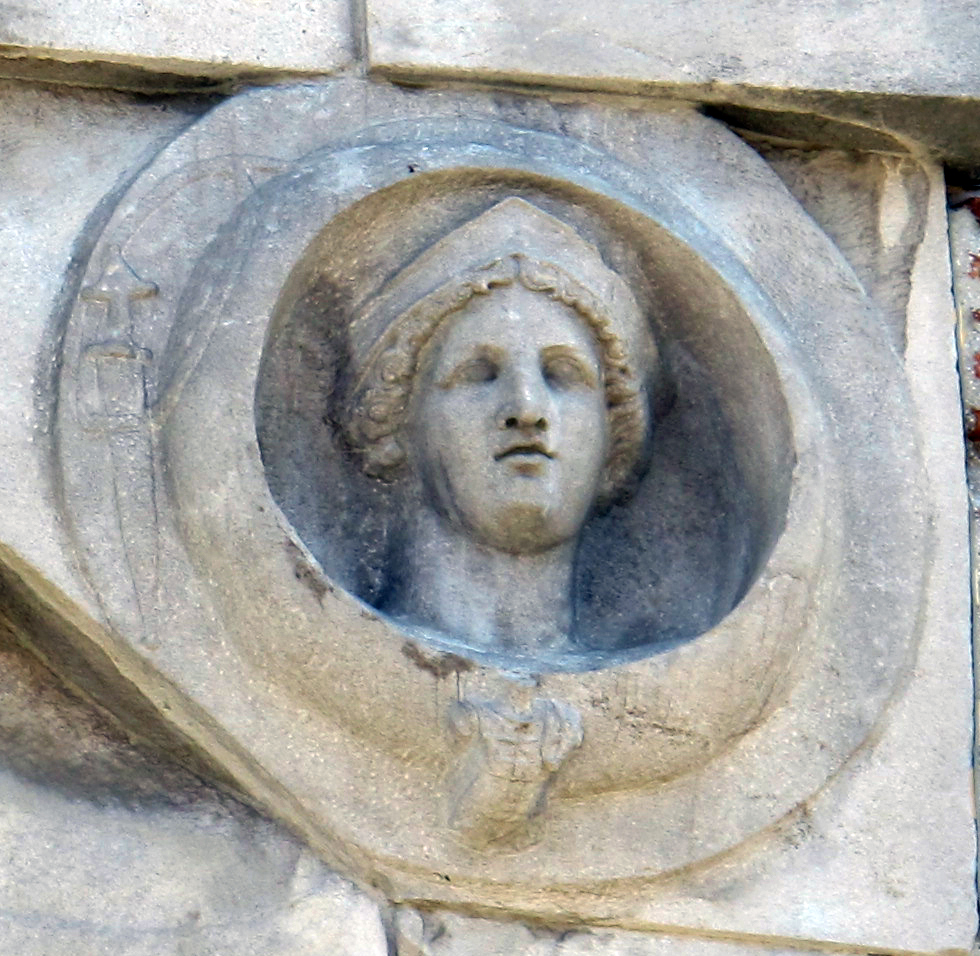
Minerva con il gladio e la corazza-trofeo

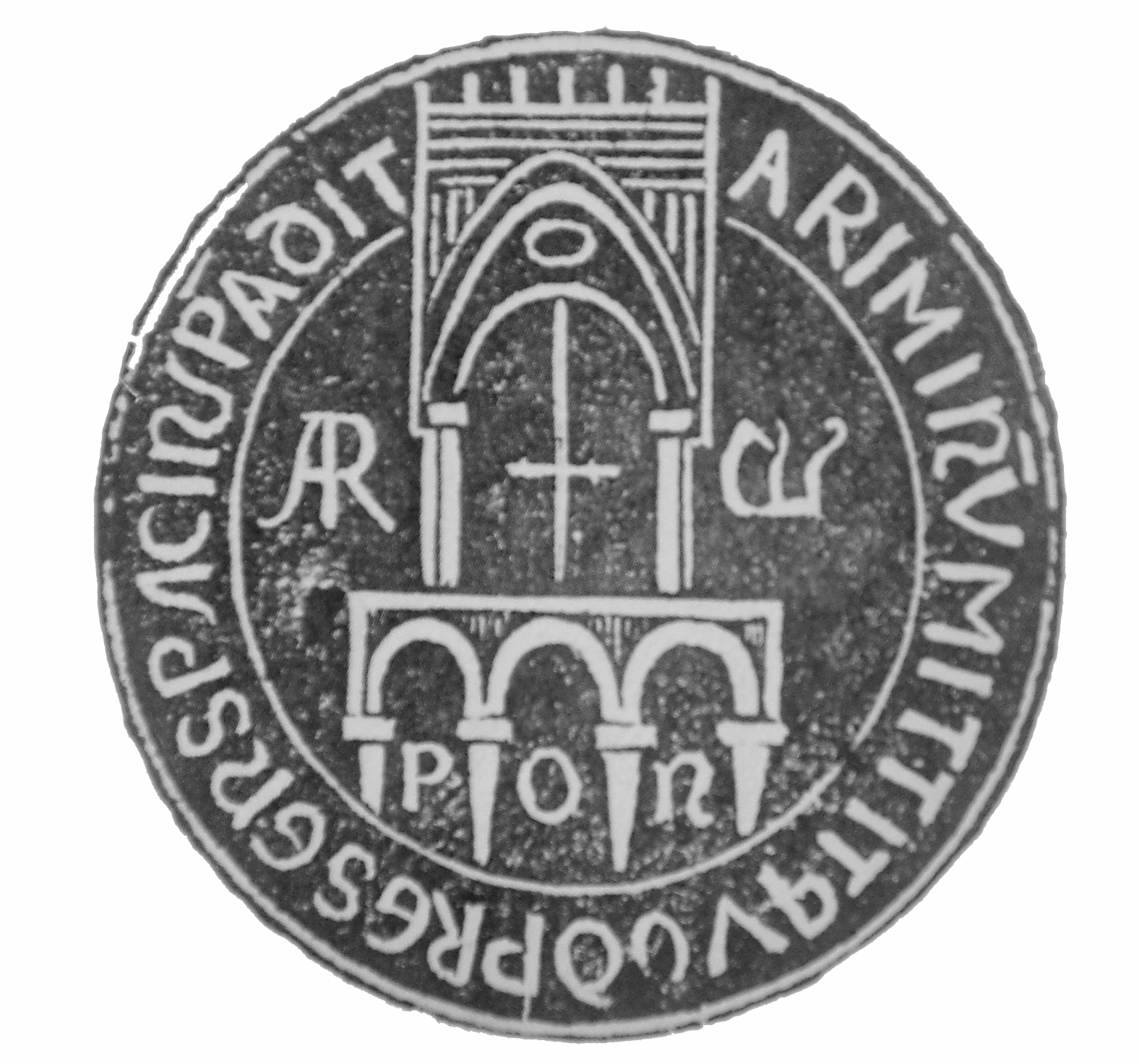
Sigillo della città con raffigurazione dell'arco e del ponte (XIII secolo d.C.) recante la scritta "ARIMINVM MITTIT QUOD PRESENS PAGINA PANDIT / ARCVS / PONS"

L'attico nella sua forma originale è andato distrutto, probabilmente a causa di terremoti, e fu ricostruito nella sua forma attuale in epoca medievale (circa X secolo d.C.), periodo in cui la città venne tenuta dai ghibellini; il documento grafico più antico del monumento in epoca medievale è il sigillo del duca Orso (X secolo), rinvenuto da Luigi Tonini, oltre che un altro sigillo della città del XIII secolo.
La funzione principale dell'opera, oltre a quella di porta urbica, era quella commemorativa e propagandistica svolta dall'iscrizione presente nell'attico, andata parzialmente persa, e probabilmente da un gruppo plastico, come poteva essere la statua bronzea dell'imperatore Augusto ritratto nell'atto di condurre una quadriga.
L'iscrizione, ora mutila delle parti ricostruite tra parentesi quadre, era la seguente:
Imp·Caesari·Divi·Iuli·F·Augusto·Imp·Sept·] /
COS·SEPT·DESIGNAT·OCTAVOM V[ia·Flaminia·Et·Reliquieis·] /
CELEBERRIMEIS·ITALIAE·VIEIS·CONSILIO [Et·Auctoritate·Ei]VS·MVNITEIS»
condottiero per la settima volta, console per la settima volta designato per l’ottava, essendo state
restaurate per Sua decisione e autorità la via Flaminia e le altre più importanti vie dell’Italia»
(ricostruzione dell'iscrizione sull'attico dell'Arco di Augusto)

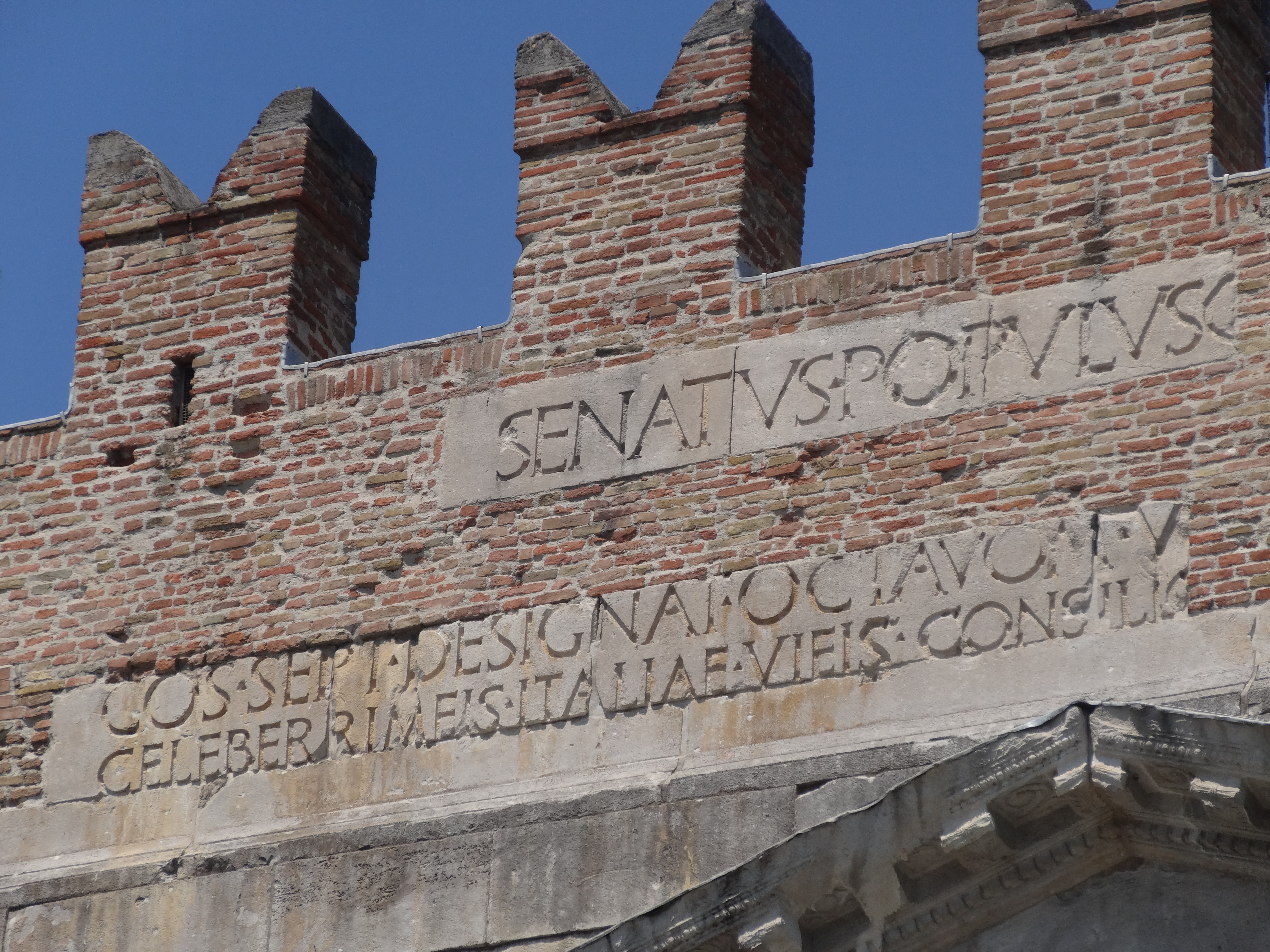
Dettaglio dell'iscrizione superstite nell'attico

L'elevata larghezza del fornice, all'epoca, non avrebbe consentito di ospitare una porta e ciò è dovuto al fatto che il regime di pace al centro della propaganda politica dell'Imperatore Augusto, la cosiddetta Pax Augustea, rendeva remota la necessità di una porta civica che si potesse chiudere, non essendoci il pericolo di essere attaccati.
L'Arco di Augusto rimase la porta principale della città, affiancato da edifici di modesta qualità, fino al periodo fascista, quando tra il 1936 e il 1938, per volere di Mussolini, venne isolato demolendo le costruzioni adiacenti, e anche le torri che erano tornate a fiancheggiare l'arco dopo le demolizioni.